# Родіоненко Михайло Вікторович
Михайло Вікторович Родіоненко (нар. 2 січня 1973, Ворошиловград, СРСР) — український футбольний арбітр Національної категорії. Хобі — теніс. По завершенні суддівської кар'єри став інспектором ДЮФЛ та аматорських змагань. Викладач Школи молодого арбітра.

## Біографія
У 1991 році зіграв один матч 1/32 фіналу Кубка СРСР за «Зорю» (Луганськ), згодом виступав за аматорські луганські команди «Світлофор» та «Юніор».
Михайло Родіоненко став футбольним арбітром у 2000 році, коли почав обслуговувати матчі регіонального чемпіонату серед аматорів. Через рік, у 2001 році, Родіоненко став працювати на матчах аматорського чемпіонату України. А через 3 роки був переведений на професійний рівень — у Другу українську лігу.
З 2007 року Михайло Родіоненко рік працював у Першій лізі, а з 2008 року він обслуговував матчі української Прем'єр-Ліги.